# Thema macroscia
Thema macroscia là một loài bướm đêm thuộc họ Oecophoridae. Nó được tìm thấy ở Úc.
Ấu trùng ăn leaf litter.

## Hình ảnh

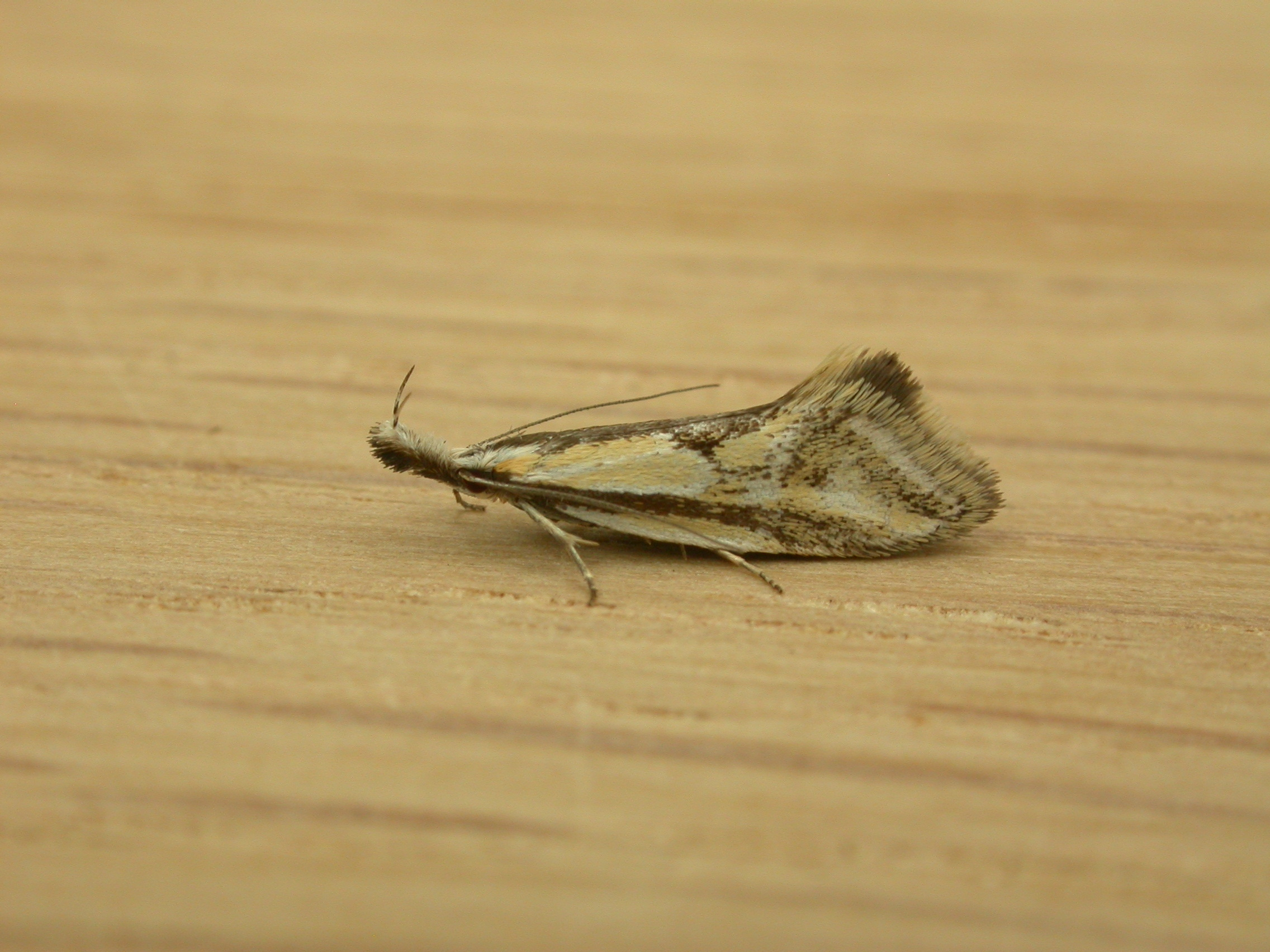